# Trinomys yonenagae
Trinomys yonenagae — вид гризунів родини щетинцевих, який відомий тільки по проживанню в місцевості поблизу Кеймадас, штат Баїя, Бразилія. Обмежується проживанням у піщаних дюнах з рідким чагарниковим покриттям. У дюнах будує розгалужені системи нір.

## Етимологія
Вид названий на честь професора, доктора Йотійо Йоненага-Яссудо (англ. Yatiyo Yonenaga-Yassuda), бразильського біолога японського походження. Вона отримала три ступеня в Університеті Сан-Паулу, кульмінацією яких була ступінь доктора в області генетичної біології в 1973 році. Вона стала асистентом професора на факультеті біології Біологічного наукового інституту Університету Сан-Паулу, Бразилія, в 1969 році. Вона спеціалізується на генетиці хребетних, зокрема гризунів. Вона є автором численних статей з бразильської фауни гризунів, сумчастих, ящірок і земноводних у цитогенетичних, молекулярних та морфологічних аспектах.

## Морфологія
Морфометрія. Довжина голови й тіла: 159.8 мм, довжина хвоста: 190.3 мм, довжина задньої стопи: 43.8 мм, довжина вуха: 24.0 мм.
Опис. Має відносно довгий хвіст і задні ступні. Кінчик хвоста має чітко виражену китицю. 

## Загрози та охорона
Серйозною загрозою для цього виду є втрата середовища його проживання внаслідок видобутку піску. В ареалі його проживання немає охоронних територій.